# Königlicher Kegel
Der Königliche Kegel oder die Kronen-Kegelschnecke (Conus regius) ist eine Schnecke aus der Familie der Kegelschnecken (Gattung Conus), die im westlichen Atlantischen Ozean und Karibischen Meer verbreitet ist. Sie ernährt sich vorzugsweise von Feuerborstenwürmern.

## Merkmale
Conus regius trägt ein großes, kegelförmiges Schneckenhaus, das bei ausgewachsenen Schnecken 7,5 cm Länge erreicht und einen geraden Umriss hat. Das Gewinde ist niedrig und in Abständen mit ausgeprägten Tuberkeln besetzt, die dem Gehäuse eine kronenartige Form geben. An der Basis ist der Körperumgang leichten Streifen skulpturiert. Die Oberfläche der Schale ist meist kastanienbraun mit blau-weißen Flecken, wobei es auch weiße, gelbbraune und blassbraune Variationen gibt. Das Innere der Gehäusemündung ist weiß, manchmal mit kastanienbraunen Flecken.

## Verbreitung und Lebensraum
Conus regius tritt im westlichen Atlantischen Ozean, Karibischen Meer und Golf von Mexiko bis zur Küste Brasiliens auf. Er bevorzugt Meerestiefen bis 95 m.

## Nahrung
Die Beute von Conus regius besteht aus Vielborstern (Polychaeta), insbesondere hoch giftigen, wehrhaften und räuberischen Feuerborstenwürmern (Amphinomidae), die er mit seinen giftigen Radulazähnen harpuniert und frisst. Er wird als aggressiver geschildert als Conus aurantius, da er im Gegensatz zu diesem seine Beutetiere aktiv aufsucht und nicht nur darauf wartet, dass sie vorbeikommen.